# Electromagnets
| Críticas profissionais | Críticas profissionais |
| Avaliações da crítica  | Avaliações da crítica  |
| Fonte                  | Avaliação              |
| ---------------------- | ---------------------- |
| Allmusic               | [ 1 ]                  |
| All About Jazz         | [ 2 ]                  |

Electromagnets é o primeiro álbum da banda de jazz fusion/rock estadunidense The Electromagnets.
O álbum foi gravado em 1974 e lançado em 1975 no formato LP. Em 1996, ele foi relançado em CD, com 2 faixas bonus. No encarte do álbum há uma dedicatória "a Ken Featherson, um excelente artista e uma pessoa maravilhosa".

## Faixas
| N.º | Título           | Compositor(es)                | Duração |  |
| 1.  | "Hawaiian Punch" | Stephen Barber / Eric Johnson | 6:00    |  |
| 2.  | "Motion"         | Eric Johnson                  | 4:45    |  |
| 3.  | "Dry Ice"        | Bill Maddox                   | 5:05    |  |
| 4.  | "Blackhole"      | Kyle Brock                    | 6:50    |  |
| 5.  | "Salem"          | Stephen Barber                | 4:30    |  |
| 6.  | "Minus Mufflers" | Bill Maddox                   | 7:36    |  |
| 7.  | "Nova Scotia"    | Kyle Brock                    | 3:38    |  |
| 8.  | "Crusades"       | Stephen Barber                | 8:01    |  |

| Bonus tracks (versão em CD de 1996) |                                                                                          |         |  |
| N.º                                 | Título                                                                                   | Duração |  |
| 9.                                  | "Hawaiian Punch (Live on Memorial Hall, Chapel Hill, North Carolina, November 16, 1975)" | 8:14    |  |
| 10.                                 | "Dry Ice (Live on Memorial Hall, Chapel Hill, North Carolina, November 16, 1975)"        | 7:40    |  |
| Duração total:                      | Duração total:                                                                           | 62:19   |  |

## Músicos
- Eric Johnson - vocais, guitarras, violão
- Stephen Barber - Teclados, Piano, Clavinet, Sintetizador
- Kyle Brock - Baixo elétrico
- Bill Maddox - Baterias, Percussão